# Художественный музей Фрая
Художественный музей Фрая (англ. Frye Art Museum) — художественный музей США в Сиэтле, штат Вашингтон.

## История
Музей был основан в 1952 году для размещения частной коллекции Чарльза (1858—1940) и Эммы Фрай. Супруги Фрай были американцами немецкого происхождения; будучи состоятельными бездетными людьми, собирали в основном немецкие и австрийские произведения искусства, часто приобретаемые непосредственно в Германии. В своем завещании Чарльз Фрай сообщил, что передаёт коллекцию (более 200 картин) государству, но с некоторыми условиями её размещения.
Коллекция супругов Фрай была впервые предложена Художественному музею Сиэтла, но он отказался из-за ограничений, оговоренных в завещании, в котором указывалось, что произведения искусства должны находиться в постоянной экспозиции, демонстрироваться при естественном освещении, не показываться с абстрактными работами и что допуск к экспозиции будут бесплатным. После смерти Чарльза и Эммы и продажи их дома, картины под наблюдением Уолсера Грейтхауса были перемещены на мясной завод, которым владел Фрай. Хранящиеся там произведения искусства пережили крупный пожар, последовавший в 1943 году за крушением прототипа бомбардировщика B-29.
После Второй мировой войны Грейтхаус, как исполнитель завещания Чарльза Фрая, поручил архитектору Полу Тири спроектировать музей в квартале от дома супругов Фрай для размещения коллекции. Художественный музей Фрая был построен в Сиэтле в районе Ферст-Хилл и открыт для публики в 1952 году как бесплатный художественный музей. Первым директором музея стал сам Уолсер Грейтхаус (ум. 1966), затем директором стала его жена Ида Кей Грейтхаус, которая руководила музеем до 1993 года.
В середине 1990-х годов музей был расширен и отремонтирован архитектором Риком Сандбергом из архитектурной фирмы Olson Sundberg Kundig Allen Architects. В рамках реконструкции в музее появилась аудитория на 142 места и учебная студия. В 2020 году на фоне пандемии COVID-19 музей временно закрывался для посещений, предоставив онлайн-просмотр произведений искусства и возможность для обучения в рамках программы Frye From Home.
В коллекции Художественного музея Фрая находится множество картин, гравюр, работ на бумаге и скульптур. Художники, представленные в коллекции музея, включают: Эжена Будена, Николая Фешина, Вильяма Бугро, Феликса Зима, Эжена Изабе, Франца фон Ленбаха, Тима Лоули, Фрица фон Уде, Германна Корроди, Людвига фон Цумбуша, Леопольда Шмутцлера и Франца фон Штука. Библиотека музея содержит более 2000 книг (специализируется на американском и немецком искусстве XIX и XX веков).